# Städtequartett
Der Begriff Städtequartett benennt die Zusammenarbeit der benachbarten niedersächsischen Städte Damme, Lohne, Vechta (im Landkreis Vechta) und Diepholz (im Landkreis Diepholz).
Die Gebiete der beiden Landkreise waren jahrhundertelang durch ausgeprägte naturräumliche, konfessionelle und politische Grenzen voneinander geschieden. Die 1994 begründete Kooperation soll diese traditionelle Trennlinie zu beiderseitigem Nutzen überwinden helfen.
Das Städtequartett liegt in der Metropolregion Nordwest. Es gilt als deutschlandweites Vorbild für ein Städtenetz im ländlichen Raum.

## Historischer Hintergrund
Das kaum besiedelte Große Moor hemmte lange Zeit einen Austausch zwischen Damme, Lohne und Vechta im Westen und Diepholz im Osten. Dies begünstigte im Mittelalter die Ausbildung der Territorialgrenze zwischen dem Niederstift Münster und der Grafschaft Diepholz. 
Die weitere politische Entwicklung verschärfte die Distanz: In der Reformationszeit blieben die münsterschen Gebiete katholisch und orientierten sich weiter nach Südwesten (Westfalen). 1803 und endgültig 1814 kam das Gebiet an das Land Oldenburg. Die Grafschaft Diepholz hingegen trat zum Luthertum über und fiel bald darauf an die Herzöge von Braunschweig-Lüneburg. Es wurde fortan von Hannover aus regiert (im Rahmen von Kurfürstentum, Königreich und Provinz gleichen Namens).
Als 1946 Hannover und Oldenburg im gemeinsamen Land Niedersachsen aufgingen, wirkte die alte Trennung vor Ort zwar noch nach, schwächte sich aber zunehmend ab. 2004 endete auch die bisher bestehende Zugehörigkeit zu verschiedenen Regierungsbezirken (Weser-Ems bzw. Hannover), als diese abgeschafft wurden.

## Gründung und Organisation
Das Städtequartett wurde 1994 gegründet. Im Rahmen des Modellvorhabens im „Experimentellen Wohnungs- und Städtebau“ wurde es als eines von bundesweit elf Projekten durch das Bundesministerium für Raumordnung, Bauwesen und Städtebau  ausgewählt.
Am Beginn des Projekts stand der Gedanke, dass sich das Quartett den Themen Erholung und Fremdenverkehr, Kultur, Natur- und Umweltschutz, Öffentlicher Personennahverkehr, Wirtschaftsförderung und Regionalmarketing, Bildung und Gesundheitswesen sowie Kommunale Dienste und Elektronische Datenverarbeitung widmen sollte. Eine „Große Runde“, bestehend aus den Beisitzern der Verwaltungsausschüsse der vier Städte, sollte etwa alle drei Monate tagen. Vier Arbeitsgruppen sollten gebildet werden, für die jeweils eine Stadt federführend sein sollte:
- Erholung und Fremdenverkehr (Damme)
- Kultur (Diepholz)
- Natur- und Umweltschutz (Lohne) und
- ÖPNV (Vechta).

Der Bereich „Wirtschaftsförderung und Regionalmarketing“ sollte in die Zuständigkeit der Bürgermeister und Stadtdirektoren der vier Städte fallen.

## Ziele
Das Städtequartett strebt an, 
- das „Wir-vier-Gefühl“ in der Region zu stärken, also eine regionale Identifikation innerhalb des Städtequartetts zu schaffen, die dabei hilft, die Region mit ihren Besonderheiten und Stärken auch überregional darzustellen,
- die Qualität der Verwaltungsdienstleistungen und -einrichtungen trotz der sich schon 1994 abzeichnenden negativen Finanzentwicklung der Kommunen zu verbessern, zumindest aber zu erhalten und
- neue Projekte und Einrichtungen zu etablieren, insbesondere im Bereich der freiwilligen Aufgaben der beteiligten Städte, z. B. bei den Themen Kultur, Natur und Tourismus.[3]

Dass sich tatsächlich eine Art „Wir-Gefühl“ herausbildet, zeigt sich am Beispiel der Orientierung der Stadt Diepholz. Die Stadt, die jahrhundertelang am Rande des Regierungsbezirkes Hannover lag, charakterisiert sich auf der Homepage des Städtequartetts jetzt als mitten „im Städtedreieck Bremen, Oldenburg, Osnabrück“ gelegen (wie auch die drei anderen Städte). Auch schlossen sich verschiedene Fachhochschulen zur „Privaten Fachhochschule Wirtschaft und Technik (FHWT) Vechta-Diepholz-Oldenburg“ zusammen, was den Trend zur Umorientierung des Standorts Diepholz in Richtung Oldenburg/Weser-Ems bestätigt.

## Projekte
Dauerhaft etabliert haben sich die folgenden vom Städtequartett geförderten Einrichtungen:

### Museumsroute
Bei der „Museumsroute“ handelt es sich um eine eigens ausgeschilderte Fahrradwege-Verbindung zwischen den Museen der vier Mitgliedsstädte und weiteren musealen Einrichtungen in der Region. 

### Flächenagentur
Das Projekt „Flächenagentur“ wurde unter dem Antragstitel „Entwicklung eines interkommunalen Kompensationsflächenpools als Beitrag einer nachhaltigen Regionalentwicklung“ von der Deutschen Bundesstiftung Umwelt als förderwürdig anerkannt. Die Stiftung förderte das Projekt vom 1. August 1997 bis zum 6. März 2000 und vom 20. März 2001 bis zum 20. März 2002. Das Projekt wurde durch die Gründung der „Flächenagentur im Städtequartett GmbH“ institutionalisiert. 
Die Aufgabe dieser Einrichtung besteht darin, die ohnehin bei bestimmten Bauvorhaben erforderliche Bereitstellung von Ausgleichsflächen für Naturschutzmaßnahmen über Stadt- und Kreisgrenzen hinweg zu koordinieren, um zu großräumigeren bzw. effektiveren Naturschutzprojekten zu kommen. Damit wurden zahlreiche Renaturierungsmaßnahmen kostengünstiger oder mit größeren Effekten für die Einwohner und Gäste der Region umgesetzt, als dies möglich gewesen wäre, wenn Flächen auf dem Gebiet der Stadt hätten ausgewiesen werden müssen, auf dem die jeweilige Baumaßnahme durchgeführt wird.
Der Kompensationsflächenpool des Städtequartetts umfasst eine Gesamtfläche von 300 bis 500 ha. Dort werden extensive Bewirtschaftungsformen langfristig mit den Landwirten vertraglich gesichert. Damit soll die mittel- bis langfristige Sicherung wirtschaftlicher und zugleich ökologisch wirksamer Kompensationsflächen (Flächen ab 100 ha) erfolgen.

### Städtequartett-Pokal
Mehrere Sportvereine in der Region haben die Ausschreibung des „Städtequartett-Pokals“ initiiert, der bei diesem Handball-Turnier vergeben wird. Alljährlich nehmen mehrere hunderte Jugendliche aus den Mitgliedsstädten an dem Turnier teil.